# Gaurotina nigroantennata
Gaurotina nigroantennata är en skalbaggsart som beskrevs av Chen och Fernando Chiang 2000. Gaurotina nigroantennata ingår i släktet Gaurotina och familjen långhorningar. Inga underarter finns listade i Catalogue of Life.